# Бегущий человек (фильм, 2025)
«Бегущий человек» (англ. The Running Man) — будущий фантастический фильм-антиутопия режиссёра Эдгара Райта. Главную роль в фильме исполнит Глен Пауэлл.
Это вторая, после фильма 1987 года, экранизация одноимённого романа Стивена Кинга, написанного в 1982 году под псевдонимом Ричард Бахман.
Премьера картины запланирована на 14 ноября 2025 года.

## Сюжет
Действие происходит в антиутопической Америке 2025 года. В центре сюжета — 28-летний Бен Ричардс, отчаявшийся человек, который участвует в жестоком реалити-шоу «Бегущий человек», чтобы выиграть достаточно денег для помощи своей тяжелобольной дочери. По сюжету Ричардса преследуют многочисленные охотники, посланные убить его.

## В ролях
- Глен Пауэлл[3] — Бенджамин (Бен) Ричардс
- Кэти О’Брайан[4] — участница шоу
- Дэниел Эзра[англ.] — участник шоу
- Колман Доминго — Бобби Томпсон, ведущий шоу «Бегущий человек»
- Карл Глусман — один из «Охотников»
- Джош Бролин — Дэн Киллиан
- Ли Пейс — Эван Маккоун
- Джейм Лоусон[англ.] — Шейла Ричардс
- Майкл Сера — Брэдли Трокмортон
- Эмилия Джонс — Амелия Уильямс
- Уильям Х. Мейси
- Дэвид Зейес — Ричард Мануэль
- Шон Хейс

## Производство
О начале работы над фильмом стало известно весной 2024 года. Фильм «Бегущий человек», основанный на одноимённом романе Стивена Кинга, который автор впервые опубликовал под псевдонимом Ричард Бахман. Режиссёром фильма стал Эдгар Райт, главную роль исполнит Глен Пауэлл. Джордж Линдер выступит в качестве исполнительного продюсера. В октябре 2024 года в актёрский состав вошли Кэти О’Брайан и Ли Пейс.
Премьера фильма запланирована на 7 ноября 2025 года.